# Joseph Ngute
Joseph Dion Ngute (Bongong Barombi, 12 de março de 1954) é um político camaronês, atualmente é o primeiro-ministro dos Camarões, após sua nomeação em janeiro de 2019. Sucedeu a Philémon Yang, que ocupava o cargo desde 2009.

## Biografia
Nasceu na região sudoeste Camarões, em Bongong Barombi. De 1966 a 1971, estudou no Lycée Bilingue de Buéa, onde obteve o A-Level da General Certificate of Education Advanced Level. De 1973 a 1977, cursou pós-graduação na Universidade de Yaoundé e obteve um diploma em Direito. Então, de 1977 a 1978, ele se matriculou no Queen Mary Universidade de Londres, onde obteve um mestrado em direito. E, de 1978 a 1982, ele seguiu o programa de doutorado em Direito na Universidade de Warwick, no Reino Unido.
Desde 1980, ele é professor na Universidade de Yaoundé II. Em 19 de junho de 1986, foi nomeado Diretor Geral Adjunto do Centro Nacional de Administração e Magistratura(CENAM). Em 11 de março de 1991, tornou-se Diretor Geral da École nationale d'administration et de magistrature de Camarões, cumulativamente com suas funções como Diretor Geral Interino do CENAM (1993 - 1995). Desde 7 de dezembro de 1997, ele é Ministro Delegado do Ministério de Relações Exteriores responsável pela Commonwealth.
Casou se cinco ou seis vezes e possui muitos filhos, mas não é divulgado ao certo a quantidade exata. Na cultura camaronense a poligamia é permitida.